# Francesco Gonzaga (Bischof)
Francesco Gonzaga CR (* 1588/89 in Mantua; † 18. Dezember 1673) war der Sohn des Herzogs Vincenzo I. Gonzaga und seit 1633 Bischof.
Seine Mutter war Agnese de Argotta Marchesa di Grana. Francesco wurde am 21. Februar 1633 Bischof von Cariati-Cerenzia. Am 17. Dezember 1657 wechselte er auf den Bischofssitz in Nola, den er bis zu seinem Tod innehatte.